# Elsa Calcagno
Elsa Calcagno (* 19. Oktober 1905 in Buenos Aires; † 25. März 1978 ebenda) war eine argentinische Pianistin und Komponistin.

## Leben
Calcagno studierte am Konservatorium von Buenos Aires, wo sie unter anderem Schülerin von Constantino Gaito, Ricardo Rodríguez, Ferrucio Calusio, Josué Teófilo Wilkes und Pascual de Rogatis war. Sie war eine namhafte Konzertpianistin und Musikkritikerin Argentiniens.
Neben einer Oper, einer Sinfonietta, einer Chorsinfonie, einer sinfonischen Dichtung und einer sinfonischen Suite komponierte sie ein Klavier- und ein Cellokonzert, ein Konzert für zwei Violinen, Harfe und Streicher, kammermusikalische Werke, eine Kantate, Chorwerke und Lieder.